# Yuxarı Qəsil
Yuxarı Qəsil är en ort i Azerbajdzjan.   Den ligger i distriktet Ağdaş Rayonu, i den centrala delen av landet, 200 km väster om huvudstaden Baku. Yuxarı Qəsil ligger 54 meter över havet och antalet invånare är 1 705.
Terrängen runt Yuxarı Qəsil är platt åt sydväst, men åt nordost är den kuperad. Runt Yuxarı Qəsil är det ganska tätbefolkat, med 90 invånare per kvadratkilometer.. Närmaste större samhälle är Ağdaş, 3,7 km väster om Yuxarı Qəsil. 
Trakten runt Yuxarı Qəsil består till största delen av jordbruksmark.